# تپه مشهدی شریف
تپه مشهدی شریف مربوط به دوران‌های تاریخی پس از اسلام است و در شهرستان شازند، بخش زالیان روستای لنجرود واقع شده و این اثر در تاریخ ۱۰ دی ۱۳۸۱ با شمارهٔ ثبت ۶۵۹۷ به‌عنوان یکی از آثار ملی ایران به ثبت رسیده است.